# Juegos Mediterráneos de 2018
Los XVIII Juegos Mediterráneos tuvieron lugar en Tarragona (España) entre el 22 de junio y el 1 de julio de 2018. Tras la decisión del Comité Internacional de los Juegos Mediterráneos el 15 de octubre de 2011 de que la ciudad tarraconense los albergase, fue la tercera vez que España organizó este acontecimiento deportivo, tras haber sido sede de las ediciones de 1955 y 2005.
Los juegos se celebraron entre el 22 de junio y el 1 de julio de 2018 en dieciséis sedes diferentes, todas ellas en el Camp de Tarragona y la ciudad de Barcelona, y constó de 31 disciplinas deportivas.

## Ciudades candidatas
La ciudad anfitriona fue anunciada durante la Asamblea General del ICMG programada que tuvo lugar en Mersin, Turquía (sede de los Juegos Mediterráneos 2013) el 15 de octubre de 2011. Los candidatos finales fueron Alejandría y Tarragona, donde Tarragona ganó por 34-36 durante la votación. 
| Juegos Mediterráneos 2018 |          |          |          |
| Ciudad                    | Votación | Votación | Votación |
| Tarragona (ESP)           | 36       |          |          |
| Alejandría (EGY)          | 34       |          |          |

## Aplazamiento de Tarragona 2017 por motivos económicos y políticos
En noviembre de 2016 en una reunión en Orán (Argelia) el Comité Internacional de los Juegos Mediterráneos, el Comité Olímpico Español y el propio alcalde de Tarragona Josep Fèlix Ballesteros decidieron pactar el aplazamiento de los Juegos hasta el verano de 2018 por la falta de 12 millones de euros que tenía que poner el Gobierno central que en ese momento estaba en funciones y al borde de unas terceras elecciones.

## Participantes
Los siguientes países participaron en los Juegos Mediterráneos de 2018:
| Lista de los países participantes | Lista de los países participantes | Lista de los países participantes                                                                                             |
| --- | --- | --- |
| - Andorra (34) - Albania (59) - Argelia (233) - Bosnia y Herzegovina (70) - Chipre (123) - Croacia (99) - Egipto (177) - Francia (310) - Grecia (299) | - Italia (419) - Kosovo (40) - Líbano (21) - Libia (30) - Macedonia del Norte (72) - Malta (11) - Mónaco (22) - Montenegro (57) - Marruecos (114) | - Portugal (233) - San Marino (16) - Serbia (140) - Eslovenia (174) - España (396) - Siria (33) - Túnez (132) - Turquía (349) |

## Sedes
El Nou Estadi de Tarragona fue elegido como sede para la celebración de las ceremonias de apertura y clausura. Por otro lado, las infraestructuras deportivas se encuentran repartidas en otros 16 municipios, 14 de ellos en la provincia de Tarragona y dos, en la de Barcelona. En total se asignaron 30 sedes diferentes para 36 disciplinas deportivas y las ceremonias.
| Municipio          | Sede                                    | Deporte                               | Capacidad |
| ------------------ | --------------------------------------- | ------------------------------------- | --------- |
| Altafulla          | Circuito urbano                         | Triatlón                              |           |
| Barcelona          | Real Club de Polo de Barcelona          | Hípica                                | 1.200     |
| Calafell           | Estadi Municipal de Calafell            | Fútbol                                | 690       |
| Castelldefels      | Canal Olímpic de Catalunya              | Remo / Piragüismo                     | 350       |
| Constantí          | Pabellón de Constantí                   | Halterofilia                          | 500       |
| Morell             | Pabellón de El Morell                   | Bádminton                             | 600       |
| Vendrell           | Pavelló Club d'Esports Vendrell         | Balonmano                             | 850       |
| Pobla de Mafumet   | Estadi Municipal de La Pobla de Mafumet | Fútbol                                | 707       |
| La Selva del Campo | Pabellón de La Selva del Camp           | Esgrima                               | 390       |
| Reus               | Estadi Municipal de Reus                | Fútbol                                | 4.500     |
| Reus               | Pabellón Olímpico de Reus               | Gimnasia artística / Gimnasia rítmica | 3.500     |
| Salou              | Club Nàutic Salou                       | Vela                                  |           |
| Salou              | Pabellón de Salou                       | Taekwondo                             | 1.000     |
| Tarragona          | Nou Estadi                              | Ceremonias                            | 14.591    |
| Tarragona          | Auditorio Camp de Mart                  | Baloncesto 3x3                        | 1.773     |
| Tarragona          | Port de Tarragona                       | Esquí náutico                         |           |
| Tarragona          | Club de Golf Costa Daurada              | Golf                                  |           |
| Tarragona          | Palau d'Esports de Catalunya            | Balonmano                             | 5.000     |
| Tarragona          | Velódromo Campclar                      | Petanca                               | 463       |
| Tarragona          | Club Tennis Tarragona                   | Tenis                                 | 600       |
| Tarragona          | Centro Acuático                         | Natación / Waterpolo                  | 2.000     |
| Tarragona          | Estadio de Atletismo                    | Atletismo                             | 4.000     |
| Tarragona          | Estadio de Atletismo                    | Tiro con arco                         | 2.000     |
| Tarragona          | Campo de Tiro Jordi Tarragó             | Tiro olímpico                         |           |
| Tarragona          | Pabellón de Sant Salvador               | Tiro olímpico                         |           |
| Tarragona          | Tarraco Arena Plaça (TAP)               | Voleibol                              | 9.500     |
| Tarragona          | Playa Arrabassada                       | Vóley playa                           | 2.000     |
| Torredembarra      | Pabellón de Torredembarra               | Boxeo                                 | 979       |
| Valls              | Pabellón Joana Ballart de Valls         | Tenis de mesa                         | 725       |
| Vilaseca           | Pabellón de Vilaseca                    | Lucha libre                           | 600       |
| Vilaseca           | Circuito Urbano                         | Ciclismo                              |           |

## Deportes
| ● | Ceremonia de apertura | ● | Competiciones | ● | Eventos finales | ● | Ceremonia de clausura |

|                    | Junio/Julio |    |    |    |    |    |    |    |    |    |
| Deportes           | 22          | 23 | 24 | 25 | 26 | 27 | 28 | 29 | 30 | 01 |
| Ceremonias         | ●           |    |    |    |    |    |    |    |    | ●  |
| Atletismo          |             |    |    |    |    | 5  | 7  | 11 | 13 |    |
| Bádminton          |             | ●  | ●  | 2  | 2  |    |    |    |    |    |
| Baloncesto 3x3     |             |    |    |    |    | ●  | ●  | 2  |    |    |
| Balonmano          |             | ●  | ●  | ●  | ●  | ●  | ●  | ●  | 1  | 1  |
| Boxeo              |             |    |    | ●  | ●  | ●  | ●  | ●  | 9  |    |
| Ciclismo           |             |    |    |    |    | 2  |    |    | 2  |    |
| Esgrima            |             |    | 2  | 2  |    |    |    |    |    |    |
| Esquí acuático     |             | ●  | 2  |    |    |    |    |    |    |    |
| Fútbol             | ●           | ●  | ●  | ●  | ●  | ●  | ●  | ●  | 1  |    |
| Gimnasia artística |             | 1  | 1  | 2  | 10 |    |    |    |    |    |
| Gimnasia rítmica   |             |    |    |    |    |    |    | ●  | 1  |    |
| Judo               |             |    |    | 5  | 5  | 4  |    |    |    |    |
| Karate             |             |    |    |    |    |    |    | 7  | 3  |    |
| Piragüismo         |             |    |    |    |    |    | ●  | 3  | 3  |    |
| Remo               |             |    |    |    |    |    | ●  | ●  | 6  |    |
| Vela               |             |    |    | ●  | ●  | ●  |    | ●  | ●  | 4  |
| Tiro               |             |    | 3  | 3  | 1  | 3  | 2  | 1  |    |    |
| Tiro con arco      |             |    |    |    | ●  | 2  | 2  |    |    |    |
| Natación           |             |    |    | 9  | 7  | 10 | 8  | 6  |    |    |
| Tenis de mesa      |             |    |    |    | ●  | ●  | ●  | 2  | 2  |    |
| Taekwondo          |             |    |    | 3  | 3  | 2  |    |    |    |    |
| Tenis              |             |    |    | ●  | ●  | ●  | ●  | 2  | 2  |    |
| Triatlón           |             | 2  |    |    |    |    |    |    |    |    |
| Voleibol           | ●           | ●  | ●  | ●  | ●  | ●  | ●  | ●  | 1  | 1  |
| Halterofilia       | 6           | 6  | 4  | 4  | 6  | 2  |    |    |    |    |
| Lucha libre        |             | 4  | 3  | 6  | 4  | 3  |    |    |    |    |
| Voleibol de playa  |             |    |    |    | ●  | ●  | ●  | 2  |    |    |
| Waterpolo          |             |    |    |    |    | ●  | ●  | ●  | ●  | 1  |

## Medallero
País anfitrión
| Núm. | País                 | Oro | Plata | Bronce | Total |
| ---- | -------------------- | --- | ----- | ------ | ----- |
| 1    | Italia               | 56  | 56    | 44     | 156   |
| 2    | España               | 38  | 40    | 44     | 122   |
| 3    | Turquía              | 31  | 25    | 39     | 95    |
| 4    | Francia              | 28  | 31    | 40     | 99    |
| 5    | Egipto               | 18  | 11    | 16     | 45    |
| 6    | Grecia               | 12  | 14    | 22     | 48    |
| 7    | Serbia               | 12  | 11    | 9      | 32    |
| 8    | Marruecos            | 10  | 7     | 7      | 24    |
| 9    | Croacia              | 9   | 5     | 3      | 17    |
| 10   | Túnez                | 6   | 13    | 13     | 32    |
| 11   | Eslovenia            | 4   | 9     | 23     | 36    |
| 12   | Chipre               | 4   | 2     | 2      | 8     |
| 13   | Portugal             | 3   | 8     | 13     | 24    |
| 14   | Kosovo               | 3   | 1     | 0      | 4     |
| 15   | Argelia              | 2   | 4     | 7      | 13    |
| 16   | Siria                | 2   | 2     | 3      | 7     |
| 17   | Macedonia del Norte  | 2   | 1     | 3      | 6     |
| 18   | San Marino           | 2   | 0     | 0      | 2     |
| 19   | Bosnia y Herzegovina | 1   | 1     | 3      | 5     |
| 20   | Albania              | 1   | 1     | 0      | 2     |
| 21   | Mónaco               | 0   | 2     | 0      | 2     |
| 22   | Montenegro           | 0   | 1     | 2      | 3     |
| 23   | Líbano               | 0   | 1     | 0      | 1     |
| 24   | Malta                | 0   | 0     | 1      | 1     |
|      | Total                | 244 | 246   | 294    | 784   |